# مقناد ساها
مقناد ساها (انگلیسی: Meghnad Saha؛ زاده ۶ اکتبر ۱۸۹۳ – درگذشته ۱۶ فوریهٔ ۱۹۵۶) اخترفیزیک‌دان اهل هند بود.